# Hyperolius kibarae
Espèce
Statut de conservation UICN

 DD  : Données insuffisantes
Hyperolius kibarae est une espèce d'amphibiens de la famille des Hyperoliidae.

## Répartition
Cette espèce est endémique de la République démocratique du Congo. Elle se rencontre à environ 1 760 m d'altitude à Lusinga dans le parc national de l'Upemba dans la province du Haut-Lomami,.

## Étymologie
Cette espèce est nommée en référence aux monts Kibara.

## Publication originale
- Laurent, 1957 : Genres Afrixalus et Hyperolius (Amphibia Salientia). Exploration du Parc National de l'Upemba. Mission G.F. de Witte (1946-1949). Bruxelles, vol. 42, p. 3-47.